# Lusajny Małe
Lusajny Małe (niem. Kl. Luzeinen) – część wsi Wilnowo w Polsce, położona w województwie warmińsko-mazurskim, w powiecie ostródzkim, w gminie Morąg. W latach 1975–1998 Lusajny Małe administracyjnie należały do województwa olsztyńskiego.

## Historia
Wzmiankowana jako wieś w dokumentach z roku 1433, jako wieś pruska na czterech włókach. Pierwotna nazwa wsi – Lyceyn. W roku 1782 we wsi odnotowano dwa domy, natomiast w 1858 w dwóch gospodarstwach domowych było 13 mieszkańców. W latach 1937–1939 było 19 mieszkańców. W roku 1973 jako kolonia Małe Lusajny należała do powiatu morąskiego, gmina Morąg, poczta Boguchwały.